# Werner Meyer (Landrat)
Theodor Wilhelm Werner Meyer (* 14. Oktober 1838 in Hadmersleben; † 12. Dezember 1889 in Magdeburg) war ein deutscher Verwaltungsjurist und Landrat.

## Leben
Werner Meyer studierte an der Universität Bonn Rechtswissenschaften. 1860 wurde er Mitglied des Corps Palatia Bonn. Nach dem Studium trat er in den preußischen Staatsdienst ein. 1879 wurde er zum Landrat des Landkreises Halberstadt ernannt. Das Amt hatte er bis zu seinem Tod 1889 inne.